# Obična žućica
Obična žućica (zečjak, žuti zečji trn, žuta metla, lakotnik, metlasta žućica, lat. Cytisus scoparius) je grmolika biljka u zapadnoj i srednjoj Europi. Također je poznata kao 'Zlatni grm', a i mješaju ju s Forzicijom.
Vrsta je prilagođena Mediteranu i obalnoj klimi. Prisustvo biljke ograničeno je niskim zimskim temperaturama. Sjemenke, mlade biljke, i pupoljci posebno su osjetljivi na smrzavanje. Odrasle biljke su otpornije, i grane pogođene niskim temperaturama obnavljaju se brzo. Cytisus scoparius sadrži otrovne alkaloide koji opterćuju srce i živčani sustav.

## Opis
Izrasline Cytisus scoparius obično narastu od 1m do 3m visoke, rijetko do 4m, s glavnim stablom do 5 cm debljine, rijetko 10 cm debljine. Grmovi imaju zelene izdanke s malim tro-latičnim listovima duljine 5-15 mm, koji otpadaju u vrijeme zrelosti (engl. deciduous). U proljeće i ljeto prepuni su zlatno-žutih cvjetova 20-30 mm od vrha do dna, i 15-20 mm široki. Cvjetanje se odvija nakon 50-80 GDD (engl. growing degree days - je heuristička mjera akumulirane toplinske energije, koju koriste vrtlari, cvjećari, i farmeri da predvide razvoj biljaka i životinja do trenutka cvjetanja, do trenutka izvaljivanja insekata, te sazrjevanja usjeva).

## Distribucija i razvoj
C. scoparius se može naći na sunčanim mjestima, obično na suhom, pješčanom tlu na niskim nadmorskim visinama, može izdržati vema kiselo tlo. Izvan svog prirodnog područja, npr. Indija, Južna Amerika, zapadna Sjeverna Amerika (posebno otok Vancouver), Australia, i Novi Zeland (gdje je proglašena korovom) postala je invazivna vrsta na livadama, i ostalim staništima.

## Podvrste
- Cytisus scoparius subsp. insularis (S.Ortiz & Pulgar) Auvray
- Cytisus scoparius subsp. maritimus (Rouy) Heywood
- Cytisus scoparius subsp. reverchonii (Degen & Hervier) Rivas Goday & Rivas Mart.
- Cytisus scoparius subsp. scoparius

## Sinonimi
- Corema scoparium (L.) Bercht. & J.Presl
- Cytisogenista scoparia (L.) Rothm.
- Genista scoparia (L.) Lam.
- Genista vulgaris Gray
- Sarothamnus scoparius (L.) Wimm. ex W.D.J.Koch
- Sarothamnus vulgaris Wimm.
- Spartium scoparium L.

## Galerija
- C. scoparius
- C. scoparius
- C. scoparius
- C. scoparius